# Route Adélie de Vitré 2012
La Route Adélie de Vitré 2012, diciassettesima edizione della corsa e valida come evento del circuito UCI Europe Tour 2012 categoria 1.1, fu disputata il 30 marzo 2012, per un percorso totale di 197,8 km. Fu vinta dall'italiano Roberto Ferrari, al traguardo con il tempo di 4h46'54" alla media di 41,36 km/h.
Al traguardo 104 ciclisti portarono a termine il percorso.

## Squadre partecipanti
| N.    | Cod. | Squadra                       |
| ----- | ---- | ----------------------------- |
| 1-8   | BSC  | Bretagne-Schuller             |
| 11-18 | ACC  | Accent Jobs-Willems Veranda's |
| 21-28 | FDJ  | FDJ-BigMat                    |
| 31-38 | TT1  | Team Type 1-Sanofi            |
| 41-48 | ALM  | AG2R La Mondiale              |
| 51-58 | TIK  | Itera-Katusha                 |
| 61-68 | EUC  | Team Europcar                 |
| 71-78 | EDR  | Endura Racing                 |
| 81-88 | COF  | Cofidis, le Crédit en Ligne   |

| N.      | Cod. | Squadra                        |
| ------- | ---- | ------------------------------ |
| 91-98   | CCD  | Differdange-Magic-sportfood.de |
| 101-108 | SAU  | Saur-Sojasun                   |
| 111-118 | CJR  | Caja Rural                     |
| 121-128 | AUB  | Auber 93                       |
| 131-138 | AND  | Androni Giocattoli-Venezuela   |
| 141-148 | LPM  | La Pomme Marseille             |
| 151-158 | LOK  | Lokosphinx                     |
| 161-168 | RLM  | Roubaix-Lille Métropole        |
| 171-178 | VRU  | Véranda Rideau-Super U         |

## Ordine d'arrivo (Top 10)
| Pos. | Corridore        | Squadra       | Tempo    |
| ---- | ---------------- | ------------- | -------- |
| 1    | Roberto Ferrari  | Androni Gioc. | 4h46'54" |
| 2    | Laurent Pichon   | Bretagne      | a 2"     |
| 3    | Julien Simon     | Saur-Sojasun  | s.t.     |
| 4    | Russell Downing  | Endura Racing | s.t.     |
| 5    | Steven Caethoven | Accent.jobs-W | s.t.     |
| 6    | Steven Tronet    | Auber 93      | s.t.     |
| 7    | Julien El Fares  | Type 1-Sanofi | s.t.     |
| 8    | Julien Bérard    | AG2R La Mon.  | s.t.     |
| 9    | Morgan Kneisky   | Roubaix       | s.t.     |
| 10   | Jure Kocjan      | Type 1-Sanofi | s.t.     |